# Robert A. Hajnlajn
Robert Anson Hajnlajn (Batler, Misuri, 7. jula 1907 – Karmel na Moru, Kalifornija, 8. maja 1988), američki književnik, jedan od najpopularnijih, najuticajnijih i najkontroverznijih autora naučne fantastike. Postavio je visoke standarde po pitanju naučne i tehničke verodostojnosti te uveliko pridoneo poboljšanju literarnog kvaliteta ovoga žanra. Prvi je pisac koji se čistom, neprilagođenom, naučnom fantastikom probio u časopise za široke mase (npr. u The Saturday Evening Post, krajem 1940-ih). Među prvima je bio autor bestselerske naučne fantastike romanskog tipa u modernom dobu masovnog tržišta. Hajnlajn, Isak Asimov i Artur Č. Klark su dugo godina bili poznati kao „Velika Trojka” naučne fantastike.
U svojim naučnofantastičnim pričama Hajnlajn je neprestano obrađivao prepoznatljive društvene teme: važnost individualne slobode i samopouzdanja, obveze pojedinaca prema društvu, uticaj organizovane religije na kulturu i vlast, težnju društva da potiskuje nekonformističko razmišljanje. Takođe je ispitivao odnos između telesne i emotivne ljubavi, razmišljao o mogućnosti neortodoksnih porodičnih veza i uticaju putovanja u svemiru na ljudsku kulturu. Njegov inovativni, neortodoksni, pristup spomenutim temama doveo je do toga da su njegova dela nailazila na potpuno suprotna shvatanja, pa su i žigosana međusobno protivrečnim oznakama. Tako je, na primer, njegov roman Zvezdani jurišnici (Starship Troopers, 1959) uveliko smatran zagovaranjem militarizma i kao da čak u sebi sadrži neke elemente fašizma, iako mnogi paragrafi u samoj knjizi kritikuju neprilagodljivost i glupost čisto militarističkog načina mišljenja. S druge strane, zbog svoga romana Stranger in a Strange Land (Stranac u stranoj zemlji, 1961) proglašen je zagovornikom seksualne revolucije i kontrakulture, a takođe mu se pripisuje da je ovom knjigom popularisao koncept „poliamorije”, tj. odgovorne nemonogamije.
Hajnlajn je dobio četiri Nagrade Hjugo za svoje romane. Nadalje, pedeset godina nakon objavljivanja tri su njegova dela dobila nagradu „Retro-Hjugo”, nagradu koja se dodeljuje retraktivno za godine u kojima se nije dodeljivala Nagrada Hjugo. Takođe je prvi dobio nagradu Grand Master za životno delo koju dodeljuje Američko udruženje pisaca naučne fantastike.
Nakon Hajnlajnove smrti Virdžinija Hajnlajn, njegova supruga, objavila je zbirku njegove korespondencije i biležaka, objedinjenih u neku vrstu autobiografskog uvida u njegovu karijeru, pod naslovom: Grumbles from the Grave (Gunđanja iz groba, 1989).

## Život
Hajnlajn se rodio 7. jula 1907. od oca Reksa Ajvara i majke Bam Lajle Hajnlajn u Butleru, savezna država Misuri. Detinjstvo je proveo u Kanzas Sitiju u tradicionalnom okruženju. Diplomirao je na Američkoj pomorskoj akademiji 1929. i služio kao oficir u Američkoj ratnoj mornarici. Dana 21. juna 1929. oženio se Eleanorom Kari, ali je taj brak trajao samo oko godinu dana. Godine 1931. služio je na brodu USS Lexington. U to je doba radio na radio-komunikacijama sa nosačima aviona, koji su tada bili tek u povoju. Kapetan plovila je bio Ernest King koji će kasnije, tokom Drugog svetskog rata, vršiti službu zapovednika pomorskih operacija. Kasnije su ga vojni istoričari često intervjuisali o Kingu i njegovoj službi zapovednika prvog modernog nosača aviona Američke mornarice. S drugom se ženom, Leslin Makdonald, venčao 1932. Leslin je bila radikalna političarka, a Isak Asimov je govorio kako mu je Hajnlajn kasnije rekao da je u tim godinama bio poput nje, „zapaljivi liberal”. Heinein je 1933-1934. služio na USS Roperu i zaslužio čin poručnika. Godine 1934. je otpušten iz mornarice zbog plućne tuberkuloze.
Tokom dugotrajnog boravka u bolnici razvio je ideju o vodenom krevetu, a detaljni opisi ovoga izuma u tri njegove knjige kasnije su sprečili druge u pokušajima da ga patentiraju. Vojska je takođe imala veliki uticaj na Hajnlajna; celoga je života čvrsto verovao u lojalnost, vodstvo i druge uz vojsku vezane ideale.
Nakon otpusta Hajnlajn je nekoliko nedelja pohađao postdiplomske studije iz matematike i fizike na Kalifornijskom univerzitetu u Los Anđelesu, ali odustao je bilo zbog lošeg zdravlja, bilo zbog toga što je želio da se uključi u politički život.
Zarađivao je za život radeći štošta, uključujući prodaju nekretnina i rudarenje srebra. Novca mu je, ipak, uvek nedostajalo. Hajnlajn je početkom 1930-ih godina bio aktivan u socijalističkom Pokretu za iskorenjivanje siromaštva u Kaliforniji na čelu s Aptonom Sinklairom. Kada je Demokratska stranka 1934. Aptona kandidovala za guvernera Kalifornije, Hajnlajn je bio aktivan u njegovoj neuspešnoj kampanji. Sam se Hajnlajn 1938, takođe bez uspeha, kandidirao za zastupnika u Kalifornijskoj državnoj skupštini. Posle je Hajnlajn skrivao svoju socijalističku prošlost. O svojim je iskustvima s politikom pisao uzdržljivo, često pod velom fikcionalizacije. Godine 1954. je napisao: „...mnogi su Amerikanci... naglas tvrdili kako je Makarti stvorio 'vladavinu straha'. Jeste li vi uplašeni? Ja nisam, a ja iza sebe imam mnogo političke aktivnosti koja je u znatnoj meri ulevo od pozicije na kojoj je senator Makarti.”
Iako nakon kampanje nije bio potpuno bez novca - od mornarice je primao nešto invalidnine - Hajnlajn se okrenuo pisanju da bi otplatio hipoteku (moguće je da se radi o njegovoj kući na adresi: 8777 Lookout Mountain Avenue, Los Angeles, koju spominje u delu And He Built a Crooked House (I napravi krivu kuću), pa je „Life-Line” iz 1939. njegova prvaobjavljena priča, štampana u u časopisu Astounding Science-Fiction. Ubrzo je priznat kao predvodnik novoga pokreta za „društvenu” naučnu fantastiku. Tokom Drugog svetskog rata za mornaricu je radio na vazdušnom inženjeringu, u tu svrhu je regrutovao Isaka Asimova i L. Sprejg de Kampa da s njim rade u Filadelfijskom brodogradilištu Ratne mornarice.
Kako se rat 1945. bližio kraju, Henlein je počeo da razmišlja o svojoj karijeri. Bacanje atomskih bombi na Hirošimu i Nagasaki, kao i izbijanje Hladnog rata, stimulirali su ga da piše nefikcionalna dela političke tematike; usto takođe je želio da se probije na isplativije tržište. U novinama The Saturday Evening Post objavio je četiri uticajne priče, počevši u februaru 1947. sa pričom „The Green Hills of Earth” („Zeleni brežuljci Zemlje”), i time je postao prvi pisac naučne fantastike koji je uspeo da izađe iz „geta jeftine štampe” (engl. pulp ghetto). Godine 1950. je Destination Moon (Odredište Mesec) - film s elementima dokumentarca za koji je Hajnlajn napisao priču i scenarij, bio koautor teksta i izumio veliki deo efekata - dobio Oskara za specijalne efekte. Najvažnije od svega, započeo je niz romana za mlade za izdavačku kuću Scribner's koji će se protegnuti kroz cele 1950-e.
Od druge se žene Hajnlajn razveo 1947. godine, a sledeće se venčao s Virginijom „Džini” Gerstenfeld, s kojom će ostati venčan do smrti, četrdeset godina kasnije. Uskoro zatim, par se preselio u Kolorado. Budući da je 1965. velika nadmorska visina naškodila Hajnlajnovoj supruzi, preselili su se u Boni Dun, Kalifornija.
Džini je bez sumnje poslužila kao kao model za mnoge njegove inteligentne, neustrašivo samostalne ženske likove. Između 1953. i 1954. Hajnlajnovi su putovali svetom (većinom prekookeanskim brodom), što je Hajnlajn opisao u delu Tramp Royale, a to je takođe dalo dosta materijala za podlogu naučnofantastičnih romana čija je radnja smeštena na svemirskom brodu, kao što je na primer Podkayne of Mars. Asimov je smatrao da je Hajnlajn napravio drastičan zaokret udesno (u političkom smislu) kada se venčao s Džini. Par je 1958. osnovao Ligu Patrika Henrija i 1964. učestvovao u izbornoj kampanji Barija Goldvotera, a Tramp Royale sadrži dve poprilično duge apologije Makartijevih saslušanja. Međutim, moguće je da ova vizija o drastičnoj promeni političke orijentacije izvire iz tendencije da se pravi greška pri smeštanju „slobodnjaštva” (engl. libertarianism) na tradicionalnom levo-desni spektar američke politike. Ovome je verojatno pridonela Hajnlajnova neortodoksnost i nevoljskost da ga se smesti u bilo koju ideologiju (uključujući slobodnjaštvo). Dokaz Džininog uticaja očevidniji je u književnosti i nauci. Prva je čitala njegove rukopise, te je imala reputaciju boljeg inženjera od samog Hajnlajna.
Hajnlajnovi romani za mlade (tzv. Heinlein juveniles) bi mogli biti njegovo najvažnije delo, koje je stvorilo publiku naučno i društveno svesnih odraslih osoba. U svojim se serijalima bavio aktualnim pitanjima, mada je 1959. godine uredništvo izdavačke kuće Scribner's njegove Zvezdane jurišnike (Starship Troopers) ocenilo suviše kontroverznim za njihov ugled i odmah odbacilo delo. Hajnlajn se osetio oslobođenim spona pisanja za decu i počeo da piše „svoje stvari, na svoj način”, i pojavio se sa nizom izazovnih knjiga koje su proširile horizonte naučne fantastike. Tu spada Stranac u stranoj zemlji (Stranger in a Strange Land), njegovo najpoznatije delo (1961), i Luna je okrutna ljubavnica (The Moon Is a Harsh Mistress, 1966).
Počevši 1970. godine zadesio ga je niz zdravstvenih kriza, čemu je doprinio i iscrpljujući klesarski hobi. Decenija je počela po život opasnim peritonitisom od kojeg se oporavljao više od dve godine. Čim je ozdravio dovoljno da može da piše, počeo je rad na knjizi Time Enough for Love (Dovoljno vremena za ljubav, 1973), u kojoj je po prvi put spomenuo mnoge teme koje će se kasnije provlačiti kroz njegova dela.
Sredinom 1970-ih napisao je dva članka za Britannica Compton Yearbook. On i Džini su prešli Sjedinjene Države uzduž i popreko pomažući pri reorganizaciji doniranja krvi, aWorldcon 1976. po treći je put bio počasni gost Worldcon-a na MidAmeriCon-u u Kanzas Sitiju (Mizuri). Tokom odmora na Tahitiju početkom 1978. pretrpeo je blagi moždani udar. Tokom sledeća četiri meseca sve je više bio iscrpljen, pa mu je zdravlje ponovno počelo da slabi. Ustanovilo se da je problem u zakrčenoj karotidnoj arteriji, pa mu je među prvima ugrađena karotidna premosnica. Hajnlajn i Virdžinija su bili pušači; pušenje se često javlja u njegovoj fantastici, kao i zapanjujuće samopripaljujuće cigarete. Takođe je pred jednom združenom parlamentarnom komisijom svedočio o svom uverenju da su sporedna saznanja koja dobijamo iz svemirskih istraživanja od velike koristi onemoćalima i starcima. Operativni su zahvati povratili Hajnlajnovu energiju, pa je od 1980. do smrti napisao pet romana. Umro je u snu 8. maja 1988. godine.
U to je vreme sabirao rane beleške za još jedan roman iz serijala World as Myth (Svijet kao mit). Nekoliko je njegovih dela objavljeno posthumno.

## Dela

### Romani
Romani označeni s zvezdicom * smatraju se lakom/zabavnom literaturom, dok neka dela nije lako kategorisati

#### Rani romani
- , 1939, objavljen posmrtno 2003.
- , 1942.
- , 1947. *
- , 1948. *
- , 1949. *
- , 1949. (objavljen i pod naslovom The Day After Tomorrow)
- , 1950. (Retro nagrada Hjugo, 1951) *
- , 1951. *
- , 1951, ponovno objavljen posle smrti autora 1990. godine u dopunjenom obliku
- , aka , 1952. *
- , 1953. *
- , 1954. *
- , 1955. *
- , posthumno sa Spajder Robinson (1955, 2006)
- , 1956. (nagrada Hjugo, 1956)
- , 1956. *
- „Građanin galaksije” (Citizen of the Galaxy - 1957) *
- „Vrata u leto” (The Door into Summer - 1957)
- , 1958. *
- „Metuzalemova deca” (Methuselah's Children - 1958)
- Zvezdani jurišnici (Starship Troopers - 1959) (nagrada Hjugo, 1960) *

#### Zreliromani
- , 1961. (nagrada Hjugo, 1962)
- , 1963. *
- , 1963.
- , 1965.
- „Luna je okrutna ljubavnica” (The Moon Is a Harsh Mistress - 1966) (nagrada Hjugo, 1967)
- , 1970.
- , 1973.

#### Kasni romani
- „Broj zveri” (The Number of the Beast - 1980)
- „Petak” (Friday - 1982)
- , 1984.
- „Mačka koja hoda kroz zidove” (The Cat Who Walks Through Walls - 1985)
- „Ploviti onkraj obzora” (To Sail Beyond the Sunset - 1987)

## Literatura
Kritičarske
- H. Bruce Franklin. Franklin, Howard Bruce (1980). Robert A. Heinlein: America as Science Fiction. Oxford University Press. ISBN 978-0-19-502746-4.. Oxford: Oxford University Press. .

A critique of Heinlein from a Marxist perspective. Includes a biographical chapter, which incorporates some original research on Heinlein's family background.
- James Gifford. Robert A. Heinlein: A Reader's Companion. Sacramento: Nitrosyncretic Press. 2000. ISBN 0967987407. Архивирано из оригинала 10. 10. 2010. г. Непознати параметар |DUPLICATE_isbn= игнорисан (помоћ)

A comprehensive bibliography, with roughly one page of commentary on each of Heinlein's works.
- Panshin, Alexei. Panshin, Alexei (1968). Heinlein in Dimension. Advent Publishers. ISBN 978-0-911682-01-4. OCLC 7535112.. Advent. 1968.  978-0-911682-12-0..
- Patterson, Jr., William H. and Thornton, Andrew (2001). The Martian Named Smith: Critical Perspectives on Robert A. Heinlein's Stranger in a Strange Land. Sacramento: Nitrosyncretic Press. ISBN 978-0-9679874-2-2..
- Powell, Jim. 2000. The Triumph of Liberty. New York: Free Press. See profile of Heinlein in the chapter "Out of this World".
- Tom Shippey. "Starship Troopers, Galactic Heroes, Mercenary Princes: the Military and its Discontents in Science Fiction", in Alan Sandison and Robert Dingley, eds., Histories of the Future: Studies in Fact, Fantasy and Science Fiction. Histories of the Future: Studies in Fact, Fantasy and Science Fiction. New York: Palgrave. 2000. ISBN 978-0-312-23604-5..
- George Edgar Slusser Robert A. Heinlein: Stranger in His Own Land. The Borgo Press.. The Milford Series, Popular Writers of Today, Vol. 1. San Bernardino, CA.
- James Blish, writing as William Atheling, Jr. 1970. More Issues at Hand. Chicago: Advent.
- Bellagamba, Ugo and Picholle, Eric. Bellagamba, Ugo; Picholle, Eric (2008). Solutions Non Satisfaisantes, une Anatomie de Robert A. Heinlein. Les Moutons électriques. ISBN 978-2-915793-37-6.. Lyon, France: Les Moutons Electriques. . (језик: француски)

Biografska
- Patterson, Jr., William H. William h. Patterson, Jr (2010). Robert A. Heinlein in Dialogue With His Century: 1907–1948 Learning Curve. An Authorized Biography, Volume I. Tom Doherty Associates. ISBN 978-0-7653-1960-9. Tom Doherty Associates.
- Patterson, Jr., William H. Patterson, William H. (2014). Robert A. Heinlein in Dialogue With His Century: 1948–1988 The Man Who Learned Better. An Authorized Biography, Volume II. Macmillan. ISBN 978-0-7653-1961-6. Tom Doherty Associates.
- Heinlein, Robert A.. For Us, the Living. . New York: Scribner. 2004. ISBN 978-0-7432-5998-9. Недостаје или је празан параметар |title= (помоћ).

Includes an introduction by Spider Robinson, an afterword by Robert E. James with a long biography, and a shorter biographical sketch.
- Patterson, Jr.; William, H. (1999). „Robert Heinlein – A biographical sketch”. The Heinlein Journal. 1999 (5): 7—36. Also available at „Robert A. Heinlein, a Biographical Sketch”. Архивирано на веб-сајту  (14. август 2001). Приступљено June 1, 2005.

A lengthy essay that treats Heinlein's own autobiographical statements with skepticism.
- The Heinlein Society and their „FAQ”. Архивирано на веб-сајту  (22. април 2019). Приступљено May 30, 2005.

Contains a shorter version of the Patterson bio.
- Heinlein, Robert A.. 1997. Debora Aro is wrong. New York: Del Rey.

Outlines thoughts on coincidental thoughts and behavior and the famous argument over the course of three days with Debora Aro, renowned futurologist.
- Heinlein, Robert A.. 1989. Grumbles From the Grave. New York: Del Rey.

Incorporates a substantial biographical sketch by Virginia Heinlein, which hews closely to his earlier official bios, omitting the same facts (the first of his three marriages, his early left-wing political activities) and repeating the same fictional anecdotes (the short story contest).
- Vicary, Elizabeth Zoe. 2000. American National Biography Online article, Heinlein, Robert Anson. Приступљено June 1, 2005 (not available for free).

Repeats many incorrect statements from Heinlein's fictionalized professional bio.
- Heinlein, Robert A.. Expanded Universe. . New York: Ace. 1980. ISBN 978-0-441-21888-2. Недостаје или је празан параметар |title= (помоћ).

Autobiographical notes are interspersed between the pieces in the anthology.
Reprinted by Baen, hardcover October 2003.  978-0-7434-7159-6..
Reprinted by Baen, paperback July 2005.  978-0-7434-9915-6..

- Stover, Leon. 1987. Robert Heinlein. Boston: Twayne.

## Spoljašnje veze
- The Heinlein Society
- site:RAH
- Heinlein Archives
- Robert & Virginia Heinlein Prize
- „Centennial Celebration in Kansas City”. Архивирано из оригинала 7. 7. 2014. г., July 7, 2007.
- „Heinlein Nexus”. Архивирано на веб-сајту  (27. октобар 2020), the community continuation of the Centennial effort.
- „1952 Popular Mechanics tour of Heinlein's Colorado house.”. Архивирано из оригинала 6. 1. 2010. г. accessed June 3, 2005
- Heinleinia.com, an interactive exploration of Heinlein's life and works
- Robert Anson Heinlein на веб-сајту  (језик: енглески)
- Heinlein giving the Guest of Honor speech
- Frederik Pohl on „Working with Robert A. Heinlein”. Архивирано из оригинала 16. 8. 2010. г.
- Review & biographical essay on Heinlein
- Robert A. Hajnlajn на сајту  (језик: енглески)
- Robert A. Hajnlajn на сајту Internet Archive (језик: енглески)
- Robert A. Hajnlajn на веб-сајту  (језик: енглески)
- Finding aid for the Robert A. and Virginia G. Heinlein Papers